# Peter Senior
Peter Albert Charles Senior (Singapore, 31 juli 1958) is een professioneel golfer uit Australië.

## Professional
Senior werd in 1978 professional en speelde de eerste jaren alleen op de Australische PGA Tour, die later opging in de Australaziatische Tour. Hij trouwde in 1984 en speelde vanaf dat moment ook op de Europese Tour, waar hij vier toernooien won. In Australië won hij de Order of Merit in 1987, 1989 en 1993. Zijn beste resultaat in Europa was een 7de plaats op de Order of Merit. In 1992 stopte hij tijdelijk op de Europese Tour en begon hij op de Japan Golf Tour te spelen, zodat hij meer bij zijn opgroeiende kinderen kon zijn. Sinds 1998 speelde hij weer ieder jaar enkele toernooien in Europa, nu speelt hij toernooien op de Europese Senior Tour en de Champions Tour.

## Gewonnen

### Australaziatische Tour
- 1979: South Australian Open
- 1984: Queensland Open, Honeywell Classic
- 1987: Rich River Classic, U-Bix Classic, Queensland PGA
- 1989: New South Wales PGA, Australian PGA Championship, Australian Open, Johnnie Walker Classic (niet hetzelfde toernooi als het latere JWC)
- 1991: Australian Masters, Johnnie Walker Classic*
- 1993: Heineken Classic
- 1994: Canon Challenge
- 1995: Australian Masters
- 1996: Canon Challenge, Greg Norman's Holden Classic
- 1997: Canon Challenge
- 2003: Australian PGA Championship

### Europese Tour
- 1986: PLM Open
- 1987: Johnnie Walker Monte Carlo Open
- 1990: Panasonic European Open
- 1992: Benson & Hedges International Open

### Japan Golf Tour
- 1992: Bridgestone ASO Open
- 1993: The Crowns
- 1995: Dunlop Open

## Teams
- Alfred Dunhill Cup (namens Australië): 1987, 1993
- World Cup (namens Australië): 1988, 1990
- Four Tours World Championship: 1987, 1988, 1989, 1990 (winnaars)
- Presidents Cup (International Team): 1994, 1996
- UBS Cup (Rest of the World team): 2004

Peter Senior trouwde in 1984. Ze wonen in Queensland en kregen drie kinderen.